# Jean-Jacques Isle de Beauchaine
 (octobre 2021).
La mise en forme du texte ne suit pas les recommandations de Wikipédia : il faut le « wikifier ».
Les points d'amélioration suivants sont les cas les plus fréquents :
- Les titres sont pré-formatés par le logiciel. Ils ne sont ni en capitales, ni en gras.
- Le texte ne doit pas être écrit en capitales (les noms de famille non plus), ni en gras, ni en italique, ni en « petit »…
- Le gras n'est utilisé que pour surligner le titre de l'article dans l'introduction, une seule fois.
- L'italique est rarement utilisé : mots en langue étrangère, titres d'œuvres, noms de bateaux, etc.
- Les citations ne sont pas en italique mais en corps de texte normal. Elles sont entourées par des guillemets français : « et ».
- Les listes à puces sont à éviter, des paragraphes rédigés étant largement préférés. Les tableaux sont à réserver à la présentation de données structurées (résultats, etc.).
- Les appels de note de bas de page (petits chiffres en exposant, introduits par l'outil «  Source ») sont à placer entre la fin de phrase et le point final[comme ça].
- Les liens internes (vers d'autres articles de Wikipédia) sont à choisir avec parcimonie. Créez des liens vers des articles approfondissant le sujet. Les termes génériques sans rapport avec le sujet sont à éviter, ainsi que les répétitions de liens vers un même terme.
- Les liens externes sont à placer uniquement dans une section « Liens externes », à la fin de l'article. Ces liens sont à choisir avec parcimonie suivant les règles définies. Si un lien sert de source à l'article, son insertion dans le texte est à faire par les notes de bas de page.
- La présentation des références doit suivre les conventions bibliographiques. Il est recommandé d'utiliser les modèles {{Ouvrage}}, {{Chapitre}}, {{Article}}, {{Lien web}} et/ou {{Bibliographie}}. Le mode d'édition visuel peut mettre en forme automatiquement les références.
- Insérer une infobox (cadre d'informations à droite) n'est pas obligatoire pour parachever la mise en page.

Pour une aide détaillée, merci de consulter Aide:Wikification.
Si vous pensez que ces points ont été résolus, vous pouvez retirer ce bandeau et améliorer la mise en forme d'un autre article.
Pour les articles homonymes, voir Isle.
Jean-Jacques Isle de Ballode, dit le chevalier Isle, né à Pons le 13 septembre 1747 et mort dans son château de Cazeau à Saint-Paul (Gironde) le 8 août 1803, est un officier de la Marine royale ayant eu un rôle important et méconnu dans le développement de la Marine sous Louis XVI. Il est issu d'une famille de marins parmi lesquels son oncle Henri-Zacharie Isle, sieur de Beauchesne (1718-1776),,, chef d'escadre et directeur de l'Académie royale de marine. Sa famille est alliée notamment à la famille Aubert du Petit-Thouars, son neveu Louis-Henri Isle de Beaucheine, marquis d'Isle (1777-1870) ayant épousé Marie-Pauline Aubert de Boumois (1785-1859).

## Biographie
Installée à Pons, la branche aînée de la famille Isle, dont descend Jean-Jacques, prit le nom Isle de BeauchEIne (jugement du Tribunal de Saintes 12/11/1895), la branche cadette conservant Isle de BeauchAIne. Les registres paroissiaux de Pons n'indiquent d'ailleurs que le nom Isle. 
Jean-Jacques Isle naît à Pons le 13 septembre 1747, d'Henri Antoine Isle, sieur de Ballode et de Beauchesne, et de Jeanne Régnault de La Mothe (alias Renaud de La Mothe), et est baptisé le jour-même,.
Il entre à l'École royale militaire, dont le premier intendant est Joseph Pâris Duverney, le 6 septembre 1756 et en sort le 1er janvier 1764. Il entre dans les gardes de la Marine à Rochefort le 16 janvier 1764. Il gardera des liens avec l'intendant,.
On le retrouve embarqué sur La Balance en 1766, L'Hippopotame en 1767 et L'Isis en 1768-1769. Ce dernier voyage part de La Rochelle en mai 1768 et revient à son point de départ en octobre 1769.
Le 15 novembre 1771, il est nommé enseigne de vaisseau. Il sert sur Le Lévrier en 1771-1772.
Le 1er mai 1772, il est nommé lieutenant en second au 1er régiment de Bayonne. Son oncle Henri-Zacharie est nommé capitaine au même régiment le même jour.
En 1774, il obtient une permission de rester à Paris deux ans pour suivre un cours d'astronomie et de physique.

### Des ports de la Baltique aux ports français de l'ouest

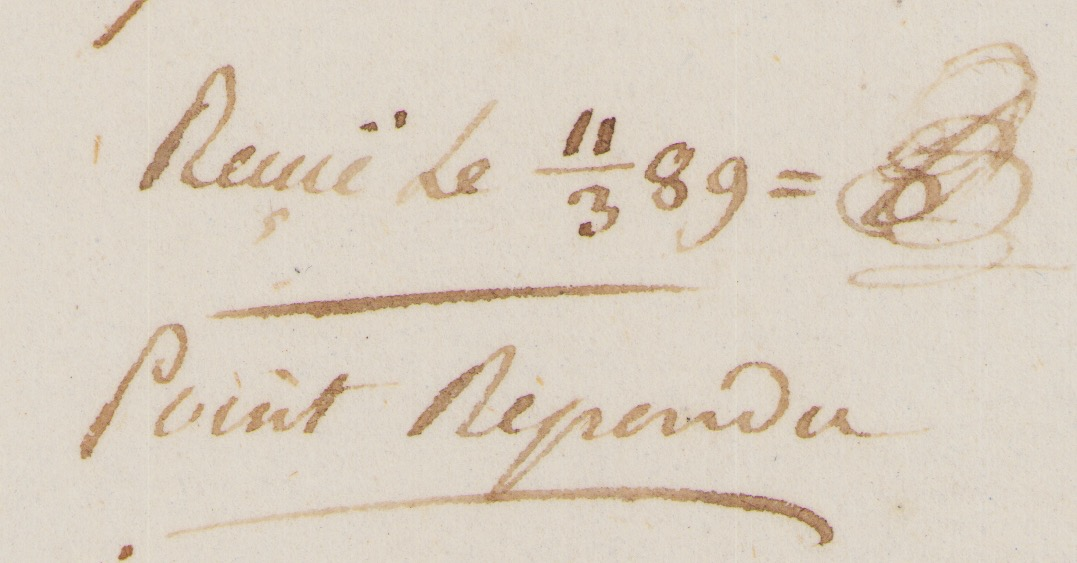
Note autographe en tête d'une lettre reçue en 1789 par le chevalier Isle

En 1775, il obtient la permission de passer à Copenhague et de voyager au Danemark. Il semble  habiter à Elseneur. Il est alors chargé par le ministre de la Marine, Antoine de Sartine, d'étudier les différents droits de douane des ports de la Baltique et d'étudier ces ports. Malgré les recommandations envoyées aux différents monarques, il n'est bien accueilli qu'en Suède où il peut étudier les différents ports au début de l'année 1776. Un de ses rapports montre aussi l'importance d'Elseneur où le consul de France est un étranger depuis 1697 : Jacop Hanssen puis son fils Jean-Georges Hanssen jusqu'en 1770 et probablement le fils de ce dernier, Conrad Hanssen. C'est donc à la suite de ce rapport qu'un premier Français, Guillaume-Simon Brosseronde (ca.1739-1820), y est nommé consul.
Pendant le printemps 1777, il embarque à bord du vaisseau de guerre danois Dannebrog pour Alger où il séjourne avant de revenir à Elseneur. Le ministre Sartine l'ayant su, il lui demande un rapport sur le voyage et la Régence d'Alger qu'il trouvera intéressant,. Il fera aussi un mémoire, tout aussi apprécié, sur la marine danoise.
Le 14 février 1778, il est promu lieutenant de vaisseau. 
Il séjourne à nouveau au Danemark en 1779 et est embarqué sur Le Triton.
Le 1er avril 1780, il est détaché aux constructions, puis sert, en 1781, sur L'Iphigénie. Il est débarqué le 28 octobre 1781 à Tenerife (Îles Canaries) pour cause de maladie. Il y restera environ une année.
Le 10 février 1782, il est fait chevalier de l'Ordre royal et militaire de Saint-Louis. 
Il revient des Canaries en passant par Cadix et arrive à Toulon en juillet 1783.

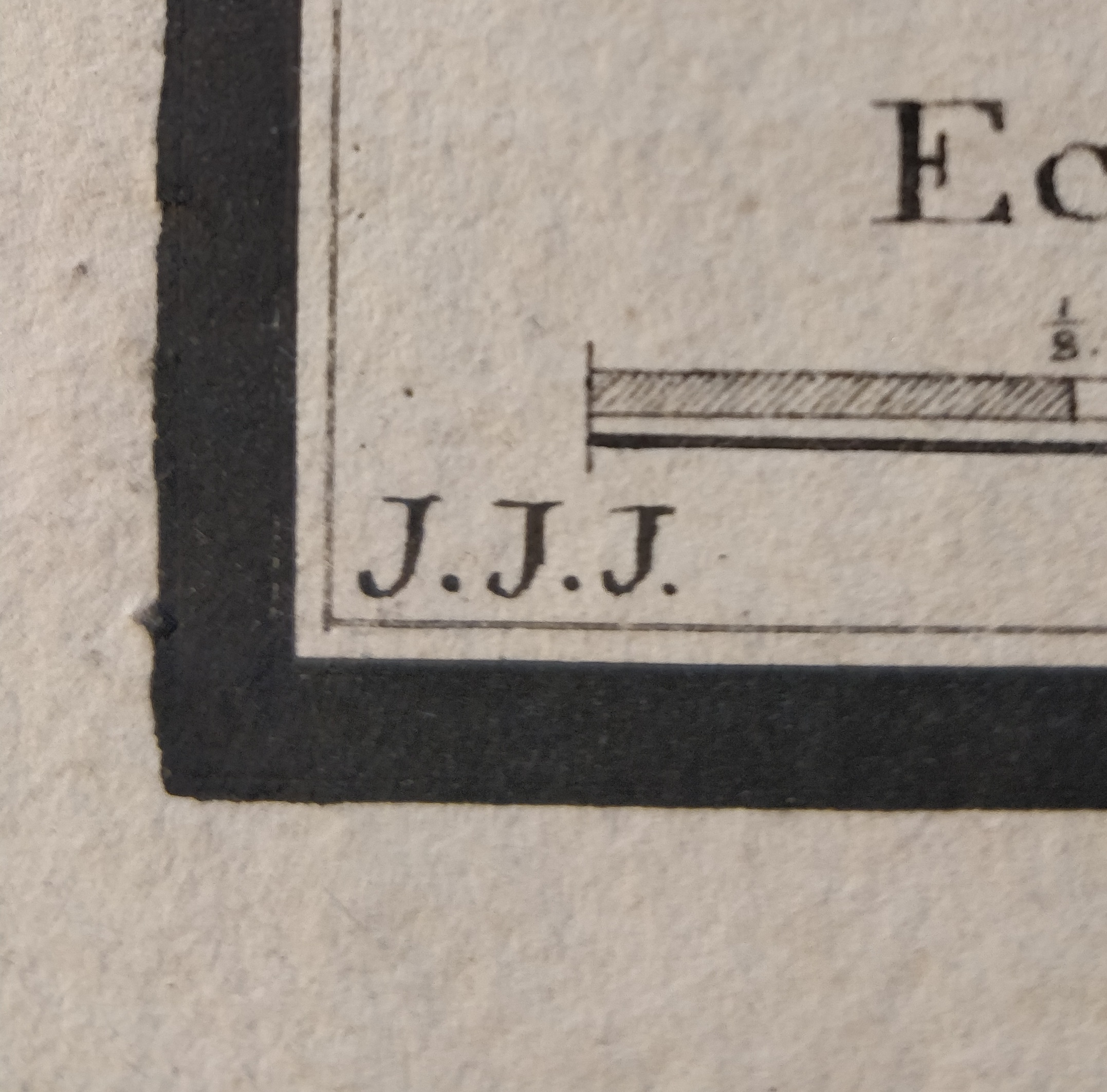
Signature J.J.J. pour Jean-Jacques Isle

Il semble être passé alors par Rochefort puisque le 31 janvier 1784, le ministre de la Marine, Charles Eugène Gabriel de La Croix de Castries, le félicite pour sa méthode d'étamage des ferrures de gouvernail en cuivre utilisée là-bas. Le 1er avril 1785 il acquiert la forteresse de Saint-Jean-d'Angle. 
Le 16 décembre 1786, il est promu major de Vaisseau et le 27 janvier 1787, il est chargé de faire un rapport sur les travaux de la Barre de Bayonne dont le but est de redresser le cours de l'Adour afin qu'il s'ensable moins à son embouchure. Cette mission prendra une tournure plus importante dès le 17 mars 1787 quand il est chargé de rédiger des mémoires sur les ports allant de Nantes à Saint-Jean-de-Luz. Il en rédigera 22. Pendant ce travail, on lui demanda aussi de donner son avis sur le projet de canal de Pornic porté par le Marquis de Brie-Serrant ou sur les travaux de la Tour de Cordouan. On le charge aussi d'enquêter sur l'importance du clocher de l'église de Saint-Gilles-sur-Vie en Vendée. En effet ce clocher s'est effondré à cause de la foudre le 12 février 1787 et la population demande au ministère de la Marine de payer les réparations car il servirait de repère aux marins. La rapidité de la reconstruction du clocher semble montrer que le chevalier Isle a confirmé cela et que le ministère paya la restauration.
Ce long travail sur les ports des côtes fut rendu le 14 avril 1788 et fut particulièrement remarqué et félicité.
Le 10 janvier 1792 il est nommé capitaine de vaisseau.

### Des travaux du port militaire de Cherbourg au Dépôt des cartes et plans

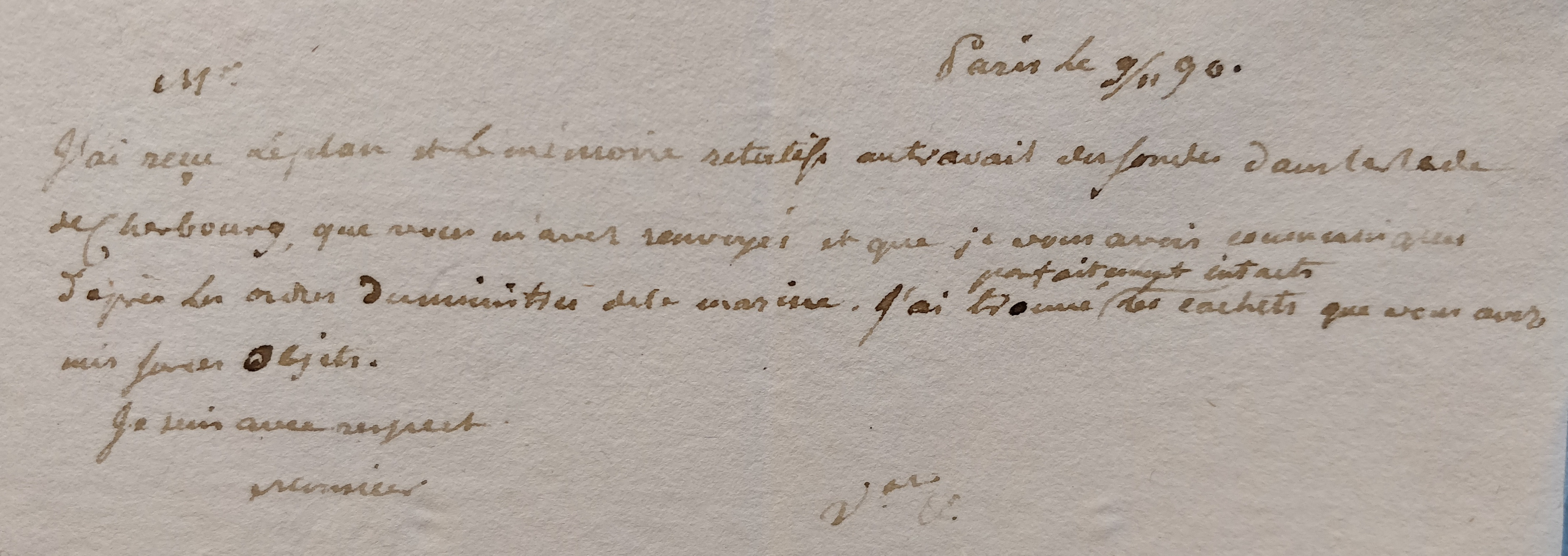
Brouillon d'une lettre de Jean-Jacques Isle de Beauchaine à Anne-François d'Harcourt, duc de Beuvron daté du 9 novembre 1790

Il fut envoyé par le ministre de la Marine, César Henri de La Luzerne, à Cherbourg afin, dans un premier temps, d'y faire un « plan général des divers établissements qu’il sera nécessaire d’y former pour le service de la Marine » dans le Port militaire de Cherbourg. Son travail prit ensuite de l'ampleur quand il fut chargé d'effectuer les sondes en mer. Il reçut notamment l'aide de Jean-Charles de Borda avec qui il fit la liste des instruments nécessaires à ces sondes. Il était donc aussi en rapport direct avec Anne-François d'Harcourt, gouverneur de Cherbourg, et son frère François-Henri d'Harcourt, gouverneur de Normandie.
Le 14 novembre 1790, il est nommé sous-inspecteur du Dépôt des plans, cartes et journaux de la Marine, à la place de Charles Pierre Claret de Fleurieu, jusqu'au 10 mars1792. Cela montre encore l'importance que le chevalier Isle eut dans la Marine à son époque. 
Jean-Jacques Isle resta célibataire. Il avait, en 1773, été initié à la loge parisienne de l'Etoile polaire.
Sources : Archives de La Rochelle série E 262 à 273.
- Jean-François Bascans, "Histoire des Isle 1336-1979" (Archives de La Rochelle cote MF 937).
- Jean-François Bascans, "Le chevalier Isle, cartographe du roi", tapuscrit, Rosny-sous-Bois, 2019.